# Es Pujol d'en Fullana
Es Pujol d'en Fullana, també anomenat simplement es Pujol, és una possessió mallorquina del terme de Santanyí, antigament era coneguda com la casa Vermella. Actualment ocupa una extensió d'un centenar d'hectàrees, propera al partió de Felanitx, a tocar del llogaret de l'Alqueria Blanca. Els antics propietaris de la possessió, els Fullana, donaren nom al latifundi, i tot i els canvis de propietaris, s'ha mantingut el nom fins avui dia. Antigament l'extensió de la possessió era molt més àmplia, incloïa terrenys propers a Calonge com l'indret de sa conca i limitava amb la possessió de Son Rossinyol i sa Punta. Durant el segle xvi els Fullana alhora també eren senyors de la possessió es Comtès, i es calcula que en total tenien unes 151 hectàrees conreables. Durant el segle xviii, la finca era arrendada a la família Vila i se cita per primer cop l'oratori públic de la possessió, actiu també durant el segle xix. A principis del segle xix se sap que la finca pertanyia a la família Comellas, mercaders de la ciutat de Palma. El 1851 Jaume Joan de Comelles morí sense descendència i la propietat passà a la seva viuda, Josepa Moragues Mata que es casà en segones núpcies amb Manuel Monedero Palou, així a la segona meitat de segle en foren heureus els seus fills, de llinatge Moragues de Monedero. En aquells temps les finques comprenien una superfície d'unes 284 o 289 hectàrees. A finals del segle xix i principis del segle xx la possessió s'establí com altres finques del municipi.